# Jean-Marc Souvira
Jean-Marc Souvira est un écrivain français né à Oran le 29 octobre 1954.

## Biographie
Commissaire divisionnaire, au sein de la Police judiciaire pendant plus de trente ans,, il a notamment dirigé l’Office central pour la répression de la traite des êtres humains (OCRTEH), puis l'Office central pour la répression de la grande délinquance financière (OCRGDF).
Jean-Marc Souvira a notamment mené l'enquête concernant le prêtre français François Lefort des Ylouses condamné, en 2005, pour viols et agressions sexuelles sur mineurs par la cour d'assises des Hauts-de-Seine.

## Romans
- Le Magicien, Pocket, 2009 (ISBN 9782266185387)
- Le vent t'emportera, Fleuve éditions, 2010 (ISBN 9782265089181)
- Les Rotules en os de mort, 12-21, 2013, (ISBN 9782823810028)
- Collectif, Du sang sur le Tour, 12-21, 2014, (ISBN 9782823812718)
- Les Sirènes noires, Fleuve éditions, 2015 (ISBN 9782265099302)
- La Porte du vent, Fleuve éditions, 2023 [5],  (ISBN 9782265156623)

## Scénarios
- Go fast avec Roschdy Zem en 2008[6].
- Saison 4 de Braquo avec Abdel Raouf Dafri en 2015[7]

## Prix et récompenses
- Prix du Premier Roman Policier de la Ville de Lens pour Le Magicien en 2009.
- Prix de la ville de Mauves-sur-Loire pour Le vent t'emportera en 2011.